# Heinz Klug (Jurist)
Heinz Klug (* 7. April 1957) ist ein südafrikanischer Jurist.

## Leben
Er erwarb 1977 den B.A. an der University of Natal, 1989 den J.D. an der University of California – Hastings College of the Law und 1997 den Doctor of Juridical Science (S.J.D.) an der University of Wisconsin Law School. Er ist John and Rylla Bosshard Professor of Law an der University of Wisconsin Law School. Er ist inaktives Mitglied der kalifornischen Anwaltskammer und als Anwalt in Südafrika zugelassen. Aufgewachsen in Durban nahm er am Anti-Apartheid-Kampf teil, verbrachte elf Jahre im Exil und kehrte 1990 als Mitglied der ANC-Landkommission und Forscher für Zola Skweyiya, Vorsitzende des ANC-Verfassungsausschusses, nach Südafrika zurück. Die Universität Hasselt verlieh ihm 2013 die Ehrendoktorwürde.

## Schriften (Auswahl)
- Constituting democracy. Law, globalism, and South Africa's political reconstruction. Cambridge 2000, ISBN 0-521-78113-2.
- The constitution of South Africa. A contextual analysis. Oxford 2010, ISBN 1-84113-737-5.